# Goofy
Goofy (кор. 구피) — південнокорейське танцювальне та хіп-хоп тріо, яке дебютувало в 1996 році.

## Дискографія

### Студійні альбоми
| Назва                                                                                            | Деталі альбому                                                         | Пікові позиції у чартах | Продажі                   |
| Назва                                                                                            | Деталі альбому                                                         | KOR                     | Продажі                   |
| ------------------------------------------------------------------------------------------------ | ---------------------------------------------------------------------- | ----------------------- | ------------------------- |
| Much More (많이많이)                                                                             | - Реліз: листопад 1996 - Формат: CD, касета                            | Н/Д                     | Н/Д                       |
| Goofy II                                                                                         | - Реліз: жовтень 1998 - Формат: CD, касета                             | Н/Д                     | Н/Д                       |
| Goofy III                                                                                        | - Реліз: травень 1999 - Формат: CD, касета                             | —                       | Н/Д                       |
| Technogoofy                                                                                      | - Реліз: 21 січня 2000 - Лейбл: Most Best Media - Формат: CD, касета   | 21                      | - Південна Корея: 52,126+ |
| No. 4                                                                                            | - Реліз: 11 грудня 2000 - Лейбл: SM Entertainment - Формат: CD, касета | 34                      | - Південна Корея: 16,177+ |
| Goofy Story                                                                                      | - Реліз: 15 липня 2003 - Формат: CD, касета                            | —                       | Н/Д                       |
| Youth (청춘)                                                                                     | - Реліз: 15 листопада 2005 - Формат: CD, касета                        | —                       | Н/Д                       |
| Дані про позиції в чартах та продажі не доступні до 1999. «—» релізі, що не потрапили до чартів. |                                                                        |                         |                           |

### Сингли
- «Neo Goofy» (2008)
- «비야» (2009)
- «옛날 노래의 역습» (2016)